# Tambourissa longicarpa
Tambourissa longicarpa är en tvåhjärtbladig växtart som beskrevs av D.H. Lorence. Tambourissa longicarpa ingår i släktet Tambourissa och familjen Monimiaceae. Inga underarter finns listade i Catalogue of Life.